# Ада Адини
Ада Адини (итал. Ada Adini, настоящее имя Адель Чапмен, англ. Adele Chapman; 1855, Бостон — 1924, Дьеп) — американская оперная певица (сопрано) и вокальный педагог.
Училась в Париже у Полины Виардо и Джованни Сбрильи, ещё в годы учёбы вышла замуж за испанского тенора Антонио Арамбуро. Дебютировала в 1876 году в Варесе, исполнив заглавную партию в опере Джакомо Мейербера «Динора». Затем вместе с мужем отправилась на родину в США, где они вместе пели, в частности, в операх Джузеппе Верди «Риголетто» (Джильда и Герцог) и «Трубадур» (Леонора и Манрико). С 1882 г. в составе труппы под руководством Бартоломео Мерелли гастролировала в Берлине и Праге. В 1887—1890 гг. пела в Париже в Опере Гарнье (в частности, была первой исполнительницей одной из партий в опере Камиля Сен-Санса «Асканио»). В 1893 г. исполнила партию Брунгильды в итальянской премьере «Валькирии» Рихарда Вагнера на сцене «Ла Скала», в 1896 г. пела Фредегонду в мировой премьере «Гизеллы» Сезара Франка (1896). Помимо этого, Адини выступала также на оперных сценах Великобритании, Испании и других европейских стран, как в итальянском, так и во французском и вагнеровском репертуаре. В 1905 году в Париже Адини записала пять арий на диски компании Fonotipia Records.
Ученицей Адини была известная испанская певица Мария Гай. Вторым браком Адини была замужем за либреттистом Полем Милье.